# Nobody Does It Better
Singles de Carly Simon
It Keeps You Runnin'
(1976) You Belong to Me
(1978)
Chansons de James Bond
The Man with the Golden Gun
(1974) Moonraker
(1979)
Nobody Does It Better est une chanson de Carly Simon sortie en 1977, extraite de la bande originale du film de James Bond L'Espion qui m'aimait (The Spy Who Loved Me). Les paroles sont écrites par Carole Bayer Sager, sur une musique de Marvin Hamlisch. C'est la seule chanson originale à ne pas avoir le même titre que celui du film, depuis James Bond 007 contre Dr No. Cependant on peut entendre les paroles « the spy who loved me » dans la chanson.
Commercialisée comme single, la chanson devient un tube. Elle reste notamment 3 semaines à la 2e place du Billboard Hot 100 et 4 semaines à la 2e place du classement Cash Box.
Lors de la 50e cérémonie des Oscars en 1978, Nobody Does It Better est nommé à l'Oscar de la meilleure chanson originale. En 2004, elle se place à la 67e place du AFI's 100 Years... 100 Songs.

## Reprises
La chanson est reprise par le groupe 8mm sur la bande originale de Mr. et Mrs. Smith en 2005.
Thom Yorke, de Radiohead, déclare que c'est « the sexiest song that was ever written » (« la chanson la plus sexy jamais écrite »). Radiohead en a d'ailleurs enregistré une version rock. En 1997, Aimee Mann reprend la chanson sur l'album hommage à James Bond Shaken & Stirred: The David Arnold James Bond Project de David Arnold.
D'autres reprises ont été réalisées notamment par Sophie Ellis-Bextor, Me First and the Gimme Gimmes, Floyd Cramer (au piano), David Sanborn ou encore Céline Dion en 2011 en concert à Las Vegas.

## Utilisation dans la culture
Un petit extrait est présent dans Rien que pour vos yeux, comme serrure audio de l'Indentigraph créé par Q.
En 2006, certaines publicités pour Casino Royale utilisent Nobody Does It Better comme phrase d'accroche. En mars 2007, dans le bonus Bond Girls Are Forever du DVD de Casino Royale, une version de la chanson reprise par Faith Rivera apparaît dans les crédits de fin.
En 1983, les affiches d'Octopussy contiennent les slogans « Nobody does it better... thirteen times » (« Personne ne le fait mieux...treize fois ») et « Nobody does him better » (« Personne ne le fait mieux que lui »), qui font référence à la sortie la même année d'un film James Bond non officiel, Jamais plus jamais, un remake d'Opération Tonnerre, avec Sean Connery dans le rôle de l'agent, qui était un concurrent à Octopussy.
La chanson est devenue un hymne en hommage au studio d'animation Hanna-Barbera, ses fondateurs, William Hanna et Joseph Barbera (après leurs décès respectifs en 2001 et 2006), et quelques-uns des plus célèbres séries animées du HB : Les Pierrafeu, Les Jetson, Jonny Quest, Scooby-Doo, Les Fous du volant, Yogi l'ours et bien d'autres.
Elle apparaît également dans les films Les Ex de mon mec (2004), Lost in Translation (2003), Mr. et Mrs. Smith (2005) et Bridget Jones : L'Âge de raison (2004).
« Nobody does it better » est aussi la phrase d'accroche du site pornographique Naughty America.